# 孔末乱孔
孔末乱孔，又名孔末之乱，该故事最早出自元朝，是五代十国时期的谋杀事件，因此事，孔子世家的大宗支险些断绝，逃过劫难的孔仁玉则在日后中兴孔族。不过孔仁玉墓志铭以及的同時代的史书都没有提及此事，因此孔末乱孔的真實性存疑。

## 事件始末
西汉永光元年（公元前43年），汉元帝封孔子十三世孙孔霸为褒成君，奉孔子祀。汉平帝元始元年（公元元年），又封孔子十六世孙孔均为褒成侯。开元二十七年（公元739年），唐玄宗将孔子三十五世孙孔璲之由褒圣侯提升为文宣公。除授予孔子家族的历代宗子世袭爵位以外，朝廷也不时封赐食邑、绢帛，免除徭役，优待孔子后裔。南朝刘宋元嘉十九年（公元442年），朝廷下令免除靠近孔林五户百姓的徭役，充任孔林洒扫户，负责打扫孔林的卫生，代代世袭。这五户人家本都不姓孔，按着当时僕随主姓的习俗改姓孔，其中有一户因此名叫孔景。
唐末至五代十国时期，孔子家族后裔的人数已为数不少，但因外任做官和躲避战乱，他们多流散在外，定居于曲阜的较少。此时，宦官乱政，藩镇复起，战乱不休，唐朝皇室自顾不暇，对孔氏家族的优待也远不如过往，孔子四十二世嫡长孙孔光嗣因此未能承袭文宣公的爵位，只是在唐天祐二年（公元905年）被任命为泗水县县令。后梁乾化三年（公元913年），孔景的后裔孔末眼见天下大乱，时局动荡，起了谋逆夺位的野心，遂伙同暴徒将生活在曲阜的阙里孔氏一一杀害，最后，孔末又到泗水杀了孔光嗣，夺其家产，取代其位，主孔子祀，俨然以孔子嫡裔自居。经此事件，曲阜的孔子后裔几乎被杀尽。

## 中兴
孔光嗣的独生子孔仁玉此时刚满九月，被其母亲张氏抱回张羊村娘家，由张氏的双亲张温和乐氏藏匿起来，幸免于难。孔仁玉在母家的抚养下逐渐长大成人，他九岁便精《春秋》、通六艺，姿貌雄伟，为人严谨，临事果断。
929年，當時的文宣公孔邈去世。
后唐明宗长兴元年（公元930年），鲁人将孔末假冒嫡裔，窃取官爵之事告之于官府，“曲阜令孔末非圣人之后，光嗣有子名仁玉，现育于外婆张氏家中”。后唐明宗李嗣源得知此事后，派人前往曲阜详加调查，确认属实，于是下令处死孔末，命孔仁玉任曲阜县主薄，主孔子祀。长兴三年（公元933年），孔仁玉改任龚邱县县令，袭封文宣公。后晋高祖天福五年（公元940年），改任曲阜县令。广顺二年（公元952年）六月，后周太祖郭威征讨慕容彦超，过曲阜，拜孔庙及孔墓，赐予孔仁玉五品官服，又授孔仁玉曲阜县令兼监察御史。孔子家族经历大难后，终于在孔仁玉这一代而中兴，孔氏后人因此尊称孔仁玉为中兴祖。

## 报本张家
孔仁玉为报母家救命养育之恩，奏请皇上恩准孔府认张家为世代恩亲，张家的后人不管哪一代到了孔府，都必须以贵宾相待。同时尊张温为中兴外祖张公，每年按时祭祀张温的墓地，并为之置办祭田，还报请朝廷永久免除张家的徭役；日后孔府又在曲阜城外张羊村设一片小树林，称为“张家林”，为张家的专门墓地。每逢祭孔仁玉和其母张夫人时，张家嫡孙都要陪祭，有时也请张家代替扫墓。
明永乐年间，孔子五十九世孙袭封衍圣公孔彦缙请曲阜人张敏撰写了一篇《孔氏报本酬恩记》，详加叙述此事。孔彦缙担心后世子孙对张家不能以礼相待，特意立石碑为证。

## 外孔与内孔
宋朝建立后，孔仁玉的后裔均同居于孔庙内，称为“内院”，世称“真孔”、“内孔”或“内院孔”。孔末后代则称为“外院”，世称“伪孔”、“外孔”或“外院孔”。孔仁玉有曾孙十一人，其中三人无嗣，一人后嗣失考，一人传一代而绝，一人的后裔外迁，这样只有五家的后裔定居于曲阜，后人便按着五位祖先的职衔称作“五位”，即袭封位（嫡长）、中散位、侍郎位、中舍位、博士位。外孔见内孔都受到朝廷优待，也仿照内孔将其子孙分为五系，称为五院，分别是宅上院，为小薛社民；洙泗院，为张阳社民；驾部院，为西隅社民；文登院，为东忠社民；三传院，为西忠社民；合族与孔子后裔“为难”。之后，外孔与内孔矛盾不断，甚至继续引发了仇杀。
孔子后裔认为与外孔并不同宗，后者是僕随主姓而姓孔，加之孔末曾大杀孔子后裔，冒宗冒爵，所以与其永为世仇。孔子五十四世孙袭封衍圣公孔思晦在孔礼事件后，对外孔冒充圣裔非常气愤，认为外孔与内孔不共戴天，将他们列入族内共同祭祖绝对不行，于是会集族人，考核典故，将孔末子孙一律斥之，又重刻宗谱元中兴重立宗支图于石碑之上，防止冒充或混入宗谱。
此后，孔子家族在在编修家谱时都极其审慎严格，号称“宁漏一千不妄收一人”。此外，流寓外地支派的支谱送交衍圣公府时，只收不录，直到民国时期的第四次大修家谱期间，才将家谱修成“全国谱”。

## 轶事
民间传说，孔末原本姓刘，大杀孔族时孔仁玉已九岁，孔末追杀至孔仁玉乳母张氏家中，因张氏长子与孔仁玉年龄相仿，且皆为秃子，张氏便让长子换上孔仁玉的衣服代死，最终被孔末所杀。这种说法被署名孔德懋（末代衍圣公孔德成二姐）、实为其女柯兰所撰的《孔府内宅轶事》所采纳，但孔令朋著《孔裔谈孔》认为此说不确。
另有传说孔仁玉还送给外祖母张姥姥一根楷木龙头拐杖，可以管教孔府上下所有人等，张姥姥死后，她的这一尊称和龙头拐杖都由张家的长房儿媳继承，世代相传。

## 基因组学研究
根据发表在《人类学学报》2016年第35卷第一期第125-131页的《曲阜地区孔姓人群17个Y-STR基因座遗传多态性分析》 ：“发现曲阜孔姓有3种高频单倍群：C3、Q1a1和O3，前两者有着明显的单祖先扩散结构，最可能是孔子类型。”

### 引用
1. ↑  .   [2019-04-14]. 原始内容存档于2018-01-03.
2. ↑  .   [2009-10-30]. （原始内容存档于2020-02-10）.
3. ↑  《宋书·文帝纪》：胄子始集，学业方兴。自微言泯绝，逝将千祀，感事思人，意有慨然。奉圣
之胤，可速议继袭。於先庙地，特为营造，依旧给祠置令，四时飨祀。阙里往经寇乱，黉校残毁，并下鲁郡修复学舍，采召生徒。昔之贤哲及一介之善，犹或卫其丘垄，禁其刍牧，况尼父德表生民，功被百代，而坟茔荒芜，荆棘弗翦。可蠲墓侧数户以掌酒埽。鲁郡上民孔景等五户，居近孔子墓侧，蠲其课役，供给洒埽，井种松柏六百株。
4. ↑  《孔子世家谱》民国版
5. 1 2 3  《孔裔谈孔》18页
6. ↑  《宋史·列传第一百九十·孔宜传》：光嗣生仁玉，九岁通《春秋》，姿貌雄伟。
7. ↑  《宋史·列传第一百九十·孔宜传》：后唐明宗长兴元年，以为曲阜主簿，三年，迁龚丘令，袭文宣公，晋高祖天福五年，改曲阜令。周高祖广顺二年，平慕容彦超，幸曲阜，拜孔子庙及墓，召仁玉，赐五品服，复以为本县令。
8. ↑  曲阜《续县志》：按孔氏中表著闻者以颜姓为最，然衍圣公与颜博士论师生而不叙表亲，惟曲阜县张羊村唐张温之裔孙与衍圣公及诸孔氏称表亲，而男女通呼曰亲戚，妇人老年称姥姥，遇喜庆事不尽来，遇衍圣公有丧，以内外张亲戚皆来为荣，遇衍圣公祭四十三代公时，则张姓以嫡孙陪祭祀，祭四十二代张夫人亦然，亦有时请张姓代行扫墓之礼。考张姓嫡裔孙由衍圣公奏准恩赐一人为监生，世袭奉张温祀以报其救孔子四十三代奉祀孔仁玉之功。
9. ↑  孔氏报本酬恩记 张敏（明）[永久]
10. ↑  《孔子世家谱》民国版卷首 外院伪孔之图
11. ↑  孔子先世流亡事跡攷[永久]
12. ↑  《孔子世家谱》民国版卷首 伪孔辨“世之孔姓自圣裔外有孔忠，字仲蔑，乃圣兄伯皮子，在七十二子之列，无传。此孔氏同出於子姓者也。其他非子姓而为孔氏者甚众。在列国时，卫有孔达，实出姬姓，其后为孔圉、孔悝；陈有孔宁。郑穆公有子十三，其一曰公子志，字士孔，后为孔氏；其一曰公子僖，字子孔，其后曰孔张亦为孔氏。又南宋元嘉中，有孔景盖鲁郡民也，本不姓孔，诏给圣林洒扫户，因随主姓。其裔孔末乘时不纲，翦灭圣裔，冒袭封爵，事觉罢免。其后裔谓之外院，明其非圣裔也。不意孔末子孙立意害主，旧恶屡萌。见中兴后裔称为内院，有五位之名，皆受国恩，遂乃窃仿名号亦立为五院，合党协赀力于我族为难。金明昌三年有孔寅孙者以内院端修不令，其弟男昌宗等入学诉於礼部。部是端修之议而黜之。后又有孔之仙者欲冒圣裔，四十九代族长孔玭不从，遂击杀玭等一家十一人。元延佑四年有孔礼者因袭封思晦不许其入庙拜祭，遂陈告省部自称二十七代孔乘次子景进之后。审系诈伪，编入里甲。明永乐三年，又有孔谊妄称圣裔亦言系出景进，赴通政理告。征诸洪武天历碑，系西忠社民籍，自伏仗决。此皆洒扫与孔姓仇不共天者也。逮於今日，外孔之环居阙里者犹复不少，多随我族行辈，隐存冒入之心。此次合修全国族谱，西隅社小孔家村与李官庄之伪孔先混入戴庄户，被户举查出后又混入大薛户，亦复败露。族长孔传堉将二户首严惩革除。凡我族人稍有心者，岂可贪图金钱忘为世仇以相援引乎？《语》云：“非我族类其心必异”，可不戒欤？！”
13. ↑  《元史·列传第六十七·孔思晦传》：五季时，孔末之后方盛，欲以伪灭真，害宣圣子孙几尽，至是，其裔复欲冒称宣圣后。思晦以为：“不早辨则真伪久益不可明，彼与我不共戴天，乃列于族，与共拜殿庭，可乎？”遂会族人，稽典故斥之，既又重刻宗谱于石，而孔氏族裔益明矣。
14. ↑  《孔子家族全书·家族世系》192页
15. ↑  《孔子世家谱》民国版初集卷一、卷二“父被害时公生方九月，母张氏抱归外家，获免于难。”

### 书籍
- 《孔子世家谱》民国版
- 《孔裔谈孔》，中国文史出版社 ISBN 7-5034-0938-X
- 《孔子家族全书》，辽海出版社 ISBN 7-80649-137-6
- 《大家族传》，山东友谊出版社 ISBN 7-80551-598-0
- 《孔府内宅轶事：孔子后裔的回忆》，天津人民出版社 ISBN 7-201-00031-4